# Esquelmes
Esquelmes is een dorp in de Belgische provincie Henegouwen, en een deelgemeente van de Waalse gemeente Pecq.
Esquelmes was een zelfstandige gemeente, tot die bij de gemeentelijke herindeling van 1977 toegevoegd werd aan de gemeente Pecq.
Op kerkelijk gebied werd Esquelmes pas een parochie op 25 oktober 1803. Ervoor hingen het dorp en zijn romaanse kapel af van de parochie van Ramegnies-Chin.

## Demografische ontwikkeling
- Bronnen:NIS, Opm:1831 tot en met 1970=volkstellingen

## Bezienswaardigheden
- De Sint-Eleutheriuskerk, gewijd aan Sint-Eleutherus, is in romaanse stijl gebouwd en dateert uit de 11e eeuw. Het is hiermee een van de oudste romaanse kerken. Het eenvoudige kerkje is omgeven door een ommuurd kerkhof. De kerk werd in de 19e eeuw vergroot; ze kreeg toen twee bijkomende traveeën en een nieuwe gevel met een neoromaans portaal. Binnenin zijn er achthoekige stenen doopvonten en funerair erfgoed van de 16e tot de 19e eeuw. De kerk is beschermd als monument in 1934.
- Het Kasteel van Esquelmes dateert uit 1549 maar werd grotendeels herbouwd in een traditionele stijl in 1948.[1]
- Op het grondgebied van het dorp ligt de Britse oorlogsbegraafplaats Esquelmes War Cemetery met gesneuvelden uit de Tweede Wereldoorlog.
- Op het kerkhof van Esquelmes liggen 10 Britse gesneuvelden uit de Eerste Wereldoorlog.

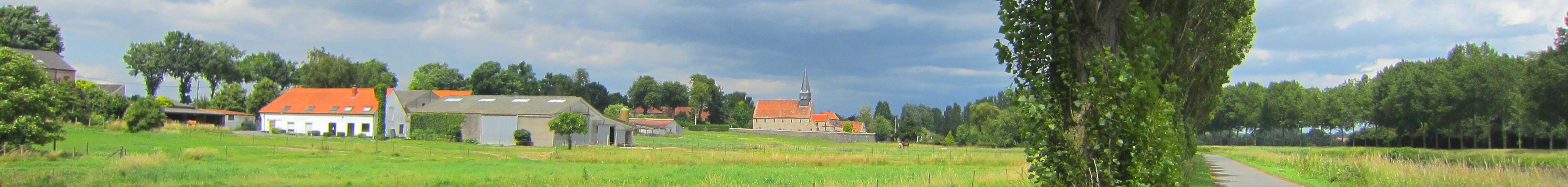
Esquelmes

## Natuur en landschap
Esquelmes ligt op de oever van de Schelde. De hoogte bedraagt 13-17 meter.

## Nabijgelegen kernen
Pecq, Ramegnies-Chin